# Kasernofficer
Kasernofficer kallades i Sverige från 1908 den officer vid ett regemente eller motsvarande enhet, som handlade alla ärenden rörande vården och underhållet av till regementet upplåtna kaserner med tillhörande övningsfält och skjutbanor. 
Kasernofficeren, överstelöjtnant, major eller kapten, övervakade byggnadernas underhåll, reparationers utförande, sotning och åtskilligt annat. Till sitt biträde hade han regementsväbeln och en maskinist. Kasernärenden handlades i övrigt av den för byggnader avsedda avdelningen i arméfördelningsstaben eller motsvarande myndighet samt av Arméförvaltningens fortifikationsdepartement.